# 小枕副絨皮鮋
小枕副絨皮鮋為輻鰭魚綱鮋形目鮋亞目絨皮鮋科的其中一種，為熱帶海水魚，分布於西太平洋澳洲西北部及巴布亞紐幾內亞海域，棲息深度10-30公尺，體長可達5公分，棲息在軟底質底層水域，生活習性不明。

## 扩展阅读
維基物種上的相關：小枕副絨皮鮋